# 懐剣

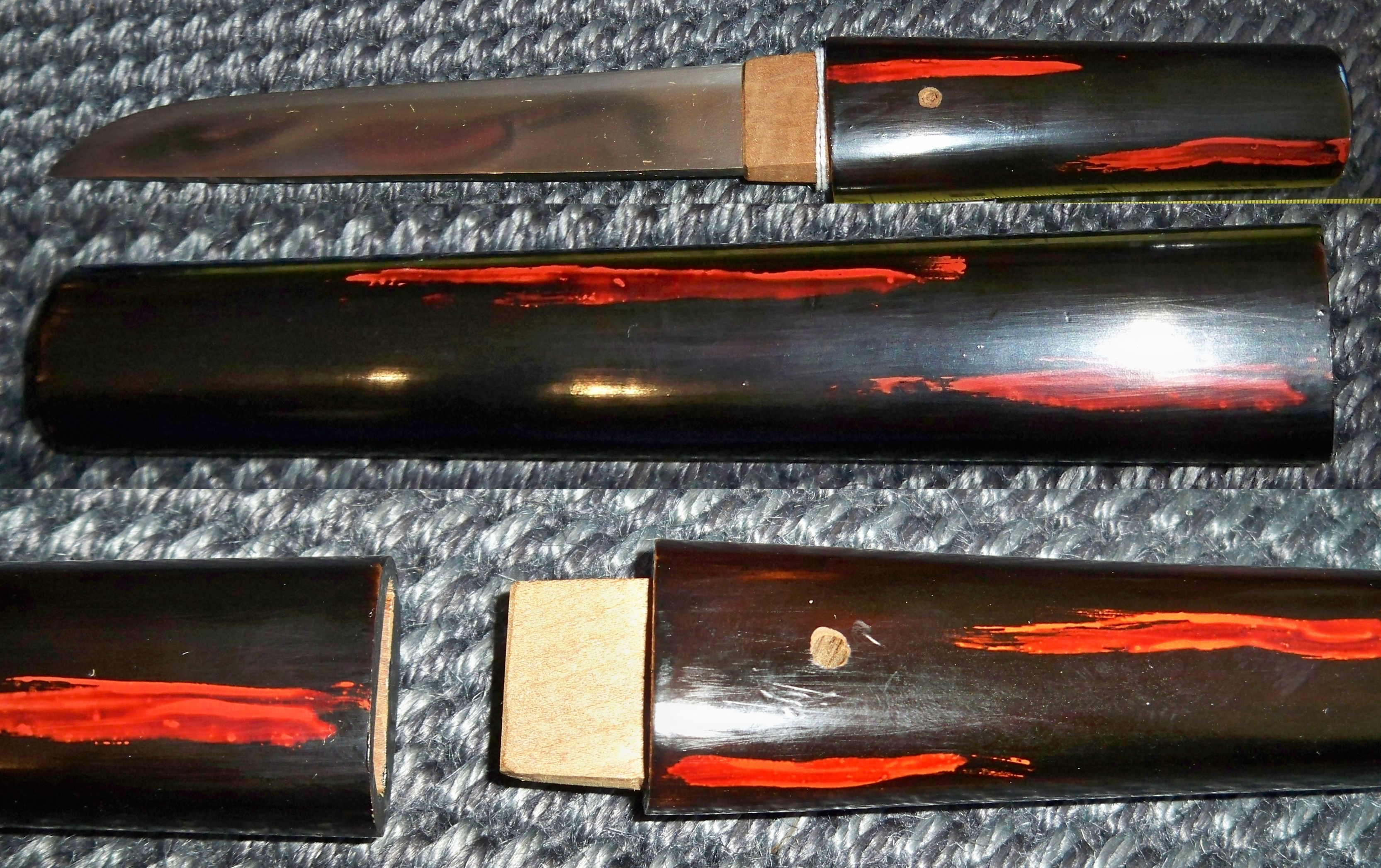
懐剣

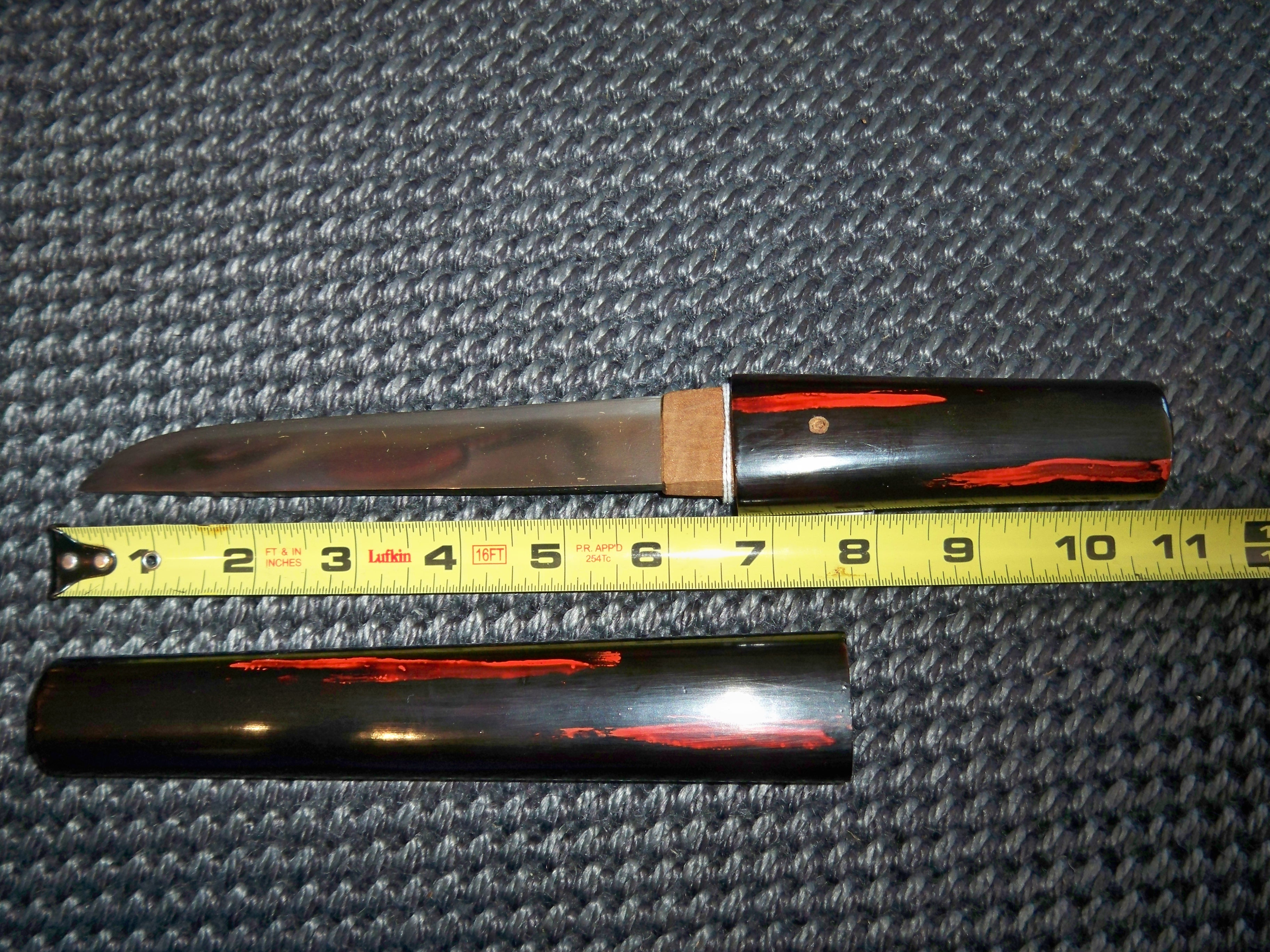
懐剣のサイズ（インチ）。6インチは15.24cm

懐剣（かいけん）とは、日本刀のうち短刀の拵（外装）の様式の一つである。
護り刀（まもりがたな）、または懐刀（ふところがたな）ともいう。

## 概要
脇差よりも小型の、短刀に区分される中でも小型のもので、多くは鍔を用いない合口拵が用いられた。
狭い屋内などの長寸の日本刀の使用が制限される場所や、殿中などの打刀や太刀の携行が禁じられている場所で奇襲を受けた際の護身武器であるほか、女性の婚礼衣装の付属品としての用法もある。

## 用途

### 男性と懐剣
短刀や脇差に隠れがちだが、男性にとっても懐剣は重要な護身武器であった。懐剣は打刀と同等の価値を認められ、大名家などには先祖伝来の名品も多い。

### 女性と懐剣
江戸では錦の袋などに入れて持ち歩くが、むき出しのまま持ち歩いたとされる。

### 婚礼衣装と懐剣
1900年に登場した神前結婚式の婚礼には女性は懐剣を持ったとされている。

## 懐剣術
日本武術では剣術、柔術、居合術等において懐剣術がみられる。

## その他
これらとは別に、日本の暗器の一つである「鉄貫」に刃をつけたものがあり、これも帯刀できない状況で懐に忍ばせて護身用に使うものであることから「懐剣」と呼ばれる。
宮本武蔵が自作して携行していた、とされるものが著名で、鉄貫を使う武術として知られる長尾流躰術から「長尾流懐剣」の呼称もある。